# Desmiostoma parvulum
Desmiostoma parvulum är en stekelart som först beskrevs av Wesmael 1835.  Desmiostoma parvulum ingår i släktet Desmiostoma och familjen bracksteklar. Utöver nominatformen finns också underarten D. p. temporale.